# Liste der Monuments historiques in Isola (Alpes-Maritimes)
Die Liste der Monuments historiques in Isola (Alpes-Maritimes) führt die Monuments historiques in der französischen Gemeinde Isola auf.

## Liste der Bauwerke
| Bezeichnung             | Beschreibung              | Standort | Kennzeichnung | Schutzstatus | Datum | Bild           |
| ----------------------- | ------------------------- | -------- | ------------- | ------------ | ----- | -------------- |
| Romanischer Glockenturm | Erbaut im 12. Jahrhundert | (Lage)   | PA00080747    | Classé       | 1908  | weitere Bilder |
| Maison Gibert           |                           | (Lage)   | PA00080748    | Inscrit      | 1942  |                |

## Liste der Objekte
Zum Verständnis siehe: Kirchenausstattung
- Monuments historiques (Objekte) in Isola (Alpes-Maritimes) in der Base Palissy des französischen Kultusministeriums